# رالف روز
رالف روز (Ralph Rose) هو لاعب أولمبي لرياضة ألعاب القوى من الولايات المتحدة. شارك في الأولمبياد الصيفي في 1904–1912، وفاز بما مجموعه 6 ميداليات.

## الميداليات
| ذهب | فضة | برونز | المجموع |
| 3   | 2   | 1     | 6       |

## روابط خارجية
- رالف روز على موقع الاتحاد الدولي لألعاب القوى (الإنجليزية)
- رالف روز على موقع الاتحاد الأمريكي لسباقات المضمار والميدان، قاعة المشاهير (الإنجليزية)
- رالف روز على موقع اللجنة الأولمبية الدولية (الإنجليزية)
- رالف روز على موقع أوليمبيديا (الإنجليزية)